# Marc Warren (golf)
Pour les articles homonymes, voir Marc Warren.
Marc Warren est un joueur professionnel de golf écossais.
Warren est né le 1er avril 1981 à Rutherglen.
Après avoir joué dans la Coupe Walker 2001, où il rentra un putt vainqueur, il passa professionnel en 2002. Comme un amateur il était un membre du « East Kilbride Golf Club » et il a été honoré comme membre du club à vie en février 2002.
Il jouait initialement dans le Challenge Tour, et finit dans les meilleurs du Challenge Tour 2005, et gagna une carte pour le Circuit Européen. Il a gagné son premier titre du Circuit Européen en 2006, l'EnterCard Scandinavian Masters. Il a été nommé « European Tour's Sir Henry Cotton » Rookie de l'année 2006. Il a aussi le partenaire de Colin Montgomerie dans la Coupe du monde de golf 2006 dans laquelle la paire écossaise a fini deuxième en perdant face à l'Allemagne après un playoff.
En 2007, il a gagné le Johnnie Walker Championship at Gleneagles sur le circuit européen. Il a battu Simon Wakefield dans un playoff de deux trous. Dans chacune de ses deux saisons sur le circuit, Warren a fini 42e dans l'Ordre du Mérite. En novembre, il est le partenaire de Colin Montgomerie pour la seconde fois dans la coupe du monde de golf et cette fois, ils remportent le tournoi après un playoff en mort subite contre l'équipe américaine.

## Carrière

### Débuts professionnels

#### 2001
Les premiers pas de Marc Warren sur le circuit professionnel date du 23 août, sur le Scottish PGA Championship 2001 qu'il ne finit pas.

#### 2002
En 2002, Marc Warren passe professionnel. Il joue quatre tournois professionnels :
| Date          | Nom du Tournoi                   | Gains    | Place |
| ------------- | -------------------------------- | -------- | ----- |
| 11-14 juin    | Barclays Scottish Open           | (-)      | (-)   |
| 8-11 août     | Celtic Manor Resort Wales Open   | 3 737 $  | 65e   |
| 22-25 août    | Diageo Scottish PGA Championship | 24 850 $ | 11e   |
| 5-8 septembre | Omega European Masters           | (-)      | (-)   |

Le 11 août 2002, Marc Warren obtient son premier gain en carrière. Il finit 65e à 21 coups du vainqueur et gagne 3 737 $.
Le 25, grâce à une belle carte au 4e tour avec un 67, il termine à une belle 11e place du Diageo Scottish PGA Championship et perçoit 24 850 $.

#### 2003
| Date       | Nom du Tournoi                    | Gains   | Place |
| ---------- | --------------------------------- | ------- | ----- |
| 19-22 juin | Diageo Championship at Gleneagles | 2 940 $ | 71e   |
| 28-31 août | BMW International Open            | (-)     | (-)   |
| 22-25 août | Turespana Mallorca Classic        | (-)     | (-)   |

#### 2004
| Date       | Nom du Tournoi                    | Gains   | Place |
| ---------- | --------------------------------- | ------- | ----- |
| 10-13 juin | Diageo Championship at Gleneagles | 9 570 $ | 51e   |

### Révélation sur le circuit

#### 2005
| Date           | Nom du Tournoi                            | Gains    | Place |
| -------------- | ----------------------------------------- | -------- | ----- |
| 7-10 avril     | Madeira Island Open                       | (-)      | (-)   |
| 14-17 avril    | Jazztel Open de Espana en Andalucia       | (-)      | (-)   |
| 16-19 juin     | Aa St. Omer Open                          | (-)      | (-)   |
| 4-7 août       | Johnnie Walker Championship at Gleneagles | (-)      | (-)   |
| 11-14 août     | Cadillac Russian Open                     | 4 693 $  | 28e   |
| 6-9 octobre    | Abama Open de Canizarias                  | 24 843 $ | 4e    |
| 10-13 novembre | HSBC Champions Tournament                 | 11 540 $ | 62e   |
| 24-27 novembre | China Volvo Open                          | 5 902 $  | 50e   |
| 1-4 décembre   | UBS Hong Kong Open                        | (-)      | (-)   |

#### 2006
| Date                  | Nom du Tournoi                                    | Gains     | Place |
| --------------------- | ------------------------------------------------- | --------- | ----- |
| 19-22 janvier         | Abu Dhabi Golf Championship                       | (-)       | (-)   |
| 16-19 février         | Maybank Malaysian Open                            | 4 073 $   | 55e   |
| 2-5 mars              | Enjoy Jakarta Indonesia Open                      | (-)       | (-)   |
| 9-12 mars             | Singapore Masters                                 | (-)       | (-)   |
| 23-26 mars            | Madeira Island Open                               | (-)       | (-)   |
| 30 mars- 2 avril      | Algarve Open de Portugal Caixa Geral de Depositos | (-)       | (-)   |
| 13-16 avril           | Volvo China Open                                  | (-)       | (-)   |
| 27-30 avril           | Open de Espana en Andalucia                       | (-)       | (-)   |
| 4-7 mai               | Telecom Italia Open                               | 39 039 $  | 8e    |
| 11-14 mai             | Quinn Direct British Masters                      | (-)       | (-)   |
| 18-21 mai             | Nissan Irish Open                                 | 23 003 $  | 30e   |
| 25-28 mai             | BMW Championship                                  | (-)       | (-)   |
| 1-4 juin              | Celtic Manor Wales Open                           | 36 889 $  | 16e   |
| 8-11 juin             | BA-CA Golf Open                                   | (-)       | (-)   |
| 22-25 juin            | Johnnie Walker Championship at Gleneagles         | 31 981 $  | 19e   |
| 29 juin - 2 juillet   | Open de France                                    | (-)       | (-)   |
| 6-9 juillet           | Smurfit European Open                             | (-)       | (-)   |
| 13-16 juillet         | Barclays Scottish Open                            | (-)       | (-)   |
| 27-30 juillet         | Deutsche Bank Players' Championnat d'Europe       | (-)       | (-)   |
| 3-6 août              | Scandinavian Masters                              | 346 658 $ | 1er   |
| 10-13 août            | KLM Open                                          | (-)       | (-)   |
| 31 août - 3 septembre | BMW International Open                            | 21 667 $  | 28e   |
| 7-10 septembre        | Omega European Masters                            | 110 413 $ | 4e    |
| 5-8 octobre           | Dunhill Links Championship                        | (-)       | (-)   |
| 19-22 octobre         | Mallorca Classic                                  | 128 083 $ | 3e    |
| 26-29 octobre         | Volvo Masters                                     | 34 905 $  | 41e   |
| 9-12 novembre         | HSBC Champions Tournament                         | 217 946 $ | 5e    |
| 16-19 novembre        | UBS Hong Kong Open                                | (-)       | (-)   |

2006 est la saison de la consécration pour Marc Warren. Il gagne son premier tournoi professionnel: Scandinavian Masters, et fait de très bons tournois. En trois mois, il finit 4e de l'Omega European Masters, 3e du Mallorca Classic et 5e du HSBC Champions Tournament, gagnant plus de 400 000 $. Il finit la saison 42e de l'Ordre du Mérite.
Il reçoit le titre de Sir Henry Cotton rookie de l'année de l'European Tour

#### 2007
| Date                  | Nom du Tournoi                              | Gains     | Place |
| --------------------- | ------------------------------------------- | --------- | ----- |
| 18-21 janvier         | Abu Dhabi Golf Championship                 | (-)       | (-)   |
| 25-28 janvier         | The Commercial Bank Qatar Masters           | (-)       | (-)   |
| 1-4 février           | Dubai Desert Classic                        | (-)       | (-)   |
| 1-4 mars              | Johnnie Walker Classic                      | 33 299 $  | 14e   |
| 8-11 mars             | Clarden Leu Singapore Masters               | (-)       | (-)   |
| 15-18 mars            | TCL Classic                                 | 19 325 $  | 9e    |
| 12-15 avril           | Volvo China Open                            | (-)       | (-)   |
| 19-22 avril           | BMW Asian Open                              | (-)       | (-)   |
| 3-6 mai               | Telecom Italia Open                         | (-)       | (-)   |
| 17-20 mai             | Nissan Irish Open                           | 46 294 $  | 12e   |
| 24-27 mai             | BMW European PGA Championship               | 44 172 $  | 30e   |
| 31 mai - 3 juin       | Celtic Manor Wales Open                     | (-)       | (-)   |
| 21-24 juin            | BMW International Open                      | (-)       | (-)   |
| 28 juin - 1er juillet | Open de France                              | (-)       | (-)   |
| 5-8 juillet           | Smurfit European Open                       | 42 595 $  | 25e   |
| 12-15 juillet         | Barclays Scottish Open                      | (-)       | (-)   |
| 26-29 juillet         | Deutsche Bank Players' Championnat d'Europe | 7 010 $   | 72e   |
| 16-19 août            | Scandinavian Masters                        | (-)       | (-)   |
| 23-26 août            | KLM Open                                    | (-)       | (-)   |
| 30 août - 2 septembre | Johnnie Walker Championship at Gleneagles   | 446 801 $ | 1er   |
| 6-9 septembre         | Omega European Masters                      | (-)       | (-)   |
| 13-16 septembre       | Mercedes-Benz European Championship         | 15 340 $  | 41e   |
| 20-23 septembre       | Quinn Direct British Masters                | 19 667 $  | 42e   |
| 4-7 octobre           | Dunhill Links Championship                  | (-)       | (-)   |
| 18-21 octobre         | Portugal Masters                            | 28 080 $  | 34e   |
| 1-4 novembre          | Volvo Masters                               | 33 150 $  | 42e   |
| 8-11 novembre         | HSBC Champions Tournament                   | 4 376 $   | 75e   |
| 15-18 novembre        | UBS Hong Kong Open                          | 3 472 $   | T69th |

#### 2008
| Date                   | Nom du Tournoi                    | Gains    | Place      |
| ---------------------- | --------------------------------- | -------- | ---------- |
| 17-20 janvier          | Abu Dhabi Golf Championship       | (-)      | (-)        |
| 24-27 janvier          | The Commercial Bank Qatar Masters | 31 448 $ | 13e        |
| 31 janvier - 3 février | Dubai Desert Classic              | (-)      | (-)        |
| 28 février - 2 mars    | Johnnie Walker Classic            | 9 701 $  | 48e        |
| 27-30 mars             | Open d'Andalucie                  | (-)      | (-)        |
| 3-6 avril              | Estoril Open du Portugal          | 10 563 $ | 37e        |
| 1-4 mai                | Open d'Espagne                    | (-)      | (-)        |
| 8-11 mai               | Open d'Italie                     | 4 862 $  | 65e        |
| 15-18 mai              | Open d'Irlande                    | (-)      | (-)        |
| 22-25 mai              | BMW European PGA Championship     | 64 350 $ | 22e        |
| 29 mai - 1er juin      | Celtic Manor Wales Open           | (-)      | (-)        |
| 19-22 juin             | BMW International Open            | (-)      | (-)        |
| 26-29 juin             | Open de France                    | (-)      | (-)        |
| 3-6 juillet            | The European Open                 | ...      | (en cours) |

Les gains en carrière de Marc Warren s'élève à 1 947 237 $.
Classement de M.Warren au 29 juin 2008 : 227e avec 0,760 point.

## Palmarès

### Victoires amateurs
- 1994 Doug Sanders World Boys Championship
- 1996 English Amateur Championship

### Victoires professionnelles

#### Victoires à l'European Tour
- 2006 EnterCard Scandinavian Masters
- 2007 Johnnie Walker Championship at Gleneagles

#### Victoires au Challenge Tour
- 2005 Ireland Ryder Cup Challenge, Rolex Trophy

### Autres victoires
- 1998 St. Omer Open (MasterCard Tour)
- 2007 Coupe du monde de golf (avec Colin Montgomerie)